# Burning Spear
Burning Spear, pseudonimo di Winston Rodney (Saint Ann's Bay, 1º marzo 1945), è un cantante giamaicano.

## Biografia
Burning Spear, nativo come Bob Marley e Marcus Garvey della Saint Ann's Bay, è considerato uno degli artefici del reggae.
Come molti altri artisti reggae, Burning Spear è noto per i suoi messaggi a favore del movimento rastafariano.
Burning Spear (Lancia Infuocata) che ha preso in prestito il nome di battaglia da Jomo Kenyatta, leader dell'indipendenza del Kenya, esordisce nel 1969 con il singolo Door Peeper, prodotto da Coxsone Dodd.
Winston Rodney crede nella funzione di proselitismo religioso, e di riscatto sociale della musica reggae. La collaborazione con Dodd è durata fino al 1974, e il risultato è stato raccolto nei due album Studio One present Burning Spear (Studio One, 1973) e Rocking time (Studio One, 1974).
A seguito del suo contributo alla musica reggae, il 15 ottobre 2007 è stato insignito del grado di Ufficiale dell'Ordine di Distinzione, quinto più alto riconoscimento civico giamaicano.

## Discografia

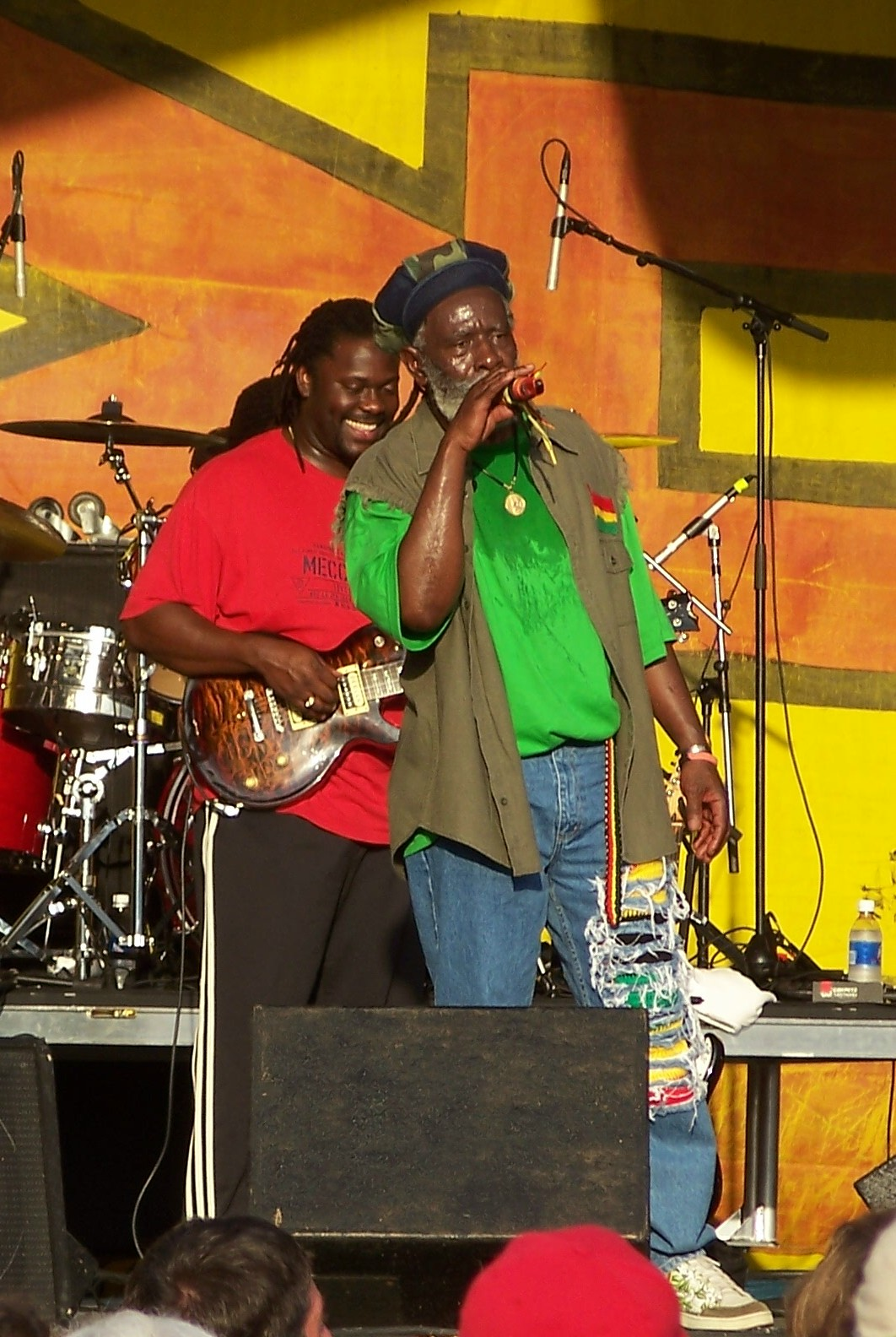
Burning Spear a New Orleans nel 2008.

### Album in studio
- 1973 - Studio One Presents Burning Spear
- 1974 - Rocking Time
- 1975 - Marcus Garvey
- 1976 - Man in the Hills
- 1976 - Garvey's Ghost
- 1977 - Dry & Heavy
- 1977 - Live
- 1978 - Marcus' Children pubblicato anche con il titolo di Social Living dalla Island Records
- 1979 - Living Dub Vol.1
- 1980 - Hail H.I.M.
- 1982 - Living Dub Vol.2
- 1982 - Farover
- 1983 - The Fittest of the Fittest
- 1985 - Resistance
- 1986 - People of the World
- 1988 - Mistress Music
- 1989 - Live in Paris: Zenith '88
- 1990 - Mek We Dweet
- 1991 - Jah Kingdom
- 1993 - The World Should Know
- 1994 - Love and Peace: Burning Spear Live!
- 1995 - Rasta Business
- 1996 - Living Dub Vol.3
- 1997 - Appointment with His Majesty
- 1998 - (A)Live in Concert '97
- 1999 - Calling Rastafari
- 1999 - Living Dub Vol.4
- 2002 - Live at Montreux Jazz Festival 2001
- 2003 - Freeman
- 2004 - Live in South Africa 2000
- 2005 - Our Music
- 2006 - Living Dub Vol.5
- 2006 - Live at Langerado Music Festival
- 2007 - Living Dub Vol.6
- 2008 - Jah Is Real

### Raccolte
- 1979 - Harder Than the Best
- 1984 - Reggae Greats: Burning Spear
- 1987 - Selection: The Fittest
- 1992 - The Original
- 1995 - Burning Spear Talks About Rasta Business
- 1996 - Best of Burning Spear
- 1996 - Chant Down Babylon: The Island Anthology
- 2001 - Spear Burning
- 2001 - Rare and Unreleased
- 2001 - Ultimate Collection
- 2002 - The Best of Burning Spear
- 2003 - Jah No Dead - An Introduction to Burning Spear
- 2004 - Travelling
- 2004 - Sounds from the Burning Spear
- 2004 - Creation Rebel: The Original Classic Recordings from Studio One
- 2005 - Gold
- 2007 - The Burning Spear Experience
- 2008 - The Best of Burning Spear
- 2012 - The Best of Burning Spear - Marcus Garvey